# Adolph Rickenbacker
Adolph Rickenbacker (1. april 1886 – marts 1976) var grundlæggeren af det amerikanske firma Rickenbacker, der bl.a fremstiller elektriske guitarer og basguitarer. 
Han emigrerede fra Schweiz til USA som barn og bosatte sig i 1928 i Los Angeles. Han forengelskede sit navn fra Adolph Rickenbacher til Adolph Rickenbacker dels grundet de generelt anti-tyske følelser efter første verdenskrig, men også på grund af hans fætter Eddie Rickenbackers succes som flyver-es. 